# یحیی بن هرثمه
یحیی ابن هرثمه، از حکام قم به سال ۲۴۳ هجری بوده‌است. در کتاب تاریخ قم اثر حسن بن محمد بن حسن قمی آمده‌است:
بعضی دیگر که این مساحت در روزگار حاکم شدن یحیی بن هرثمه بود به شهر قم و آل سعد بعداز این مساحت به صحبت او میل کردند و او را در شهر بردند و به میدان الیسع فرود آوردند پیشتر از آن به کمیدان فرود آورده بودند و این روایت متفاوت است و از خلافی خالی نیست زیرا که یحیی در سنهٔ ثلث و اربعین و مائتین (۲۴۳ هَ. ق ) والی قم شد در روزگار خلافت متوکل، چه اگر این مساحت در این وقت بودی محمدبن مجمع یاد کردی و مساحت ابی الجارود یاد نکردی و من که مصنف این کتابم کتابی از آن محمدبن مجمع خوانده‌ام. (ص ۱۰۳)

در صفحهٔ ۱۸۵ آرد: ابوالحسن بن محمدبن احمدبن یحیی بن ابی البغل چون به بلاد جبل آمد تا دستور بندد و قوانین نهد نامه‌ای نوشت به علی بن عیسی در روزگار وزارت حامدبن عباس که عبیداﷲبن سلیمان او را در سنهٔ اربع و ثمانین و مأتین (۲۸۴ هَ. ق ) به جبل فرستاده‌است و او را فرموده‌است که ابتدا به اصفهان کند و دستوری که یحیی بن هرثمه در سنهٔ (۲۶۰ هَ. ق ) بسته‌است باطل گرداند و دستوری دیگر ظاهر و روشن به حسب اقتضای زمان و حال و وقت مجدد و نو گرداند.— حسن بن محمد بن حسن قمی